# 兵庫県立尼崎病院
兵庫県立尼崎病院（ひょうごけんりつあまがさきびょういん）は、兵庫県尼崎市にあった県立病院。兵庫県がん拠点病院や地域医療支援病院などの指定を受けていた。

## 統合移転
2015年7月1日に県立塚口病院と統合し、尼崎市東難波町の兵庫県立尼崎総合医療センターへ移転した。
移転後の跡地は、社会医療法人愛仁会が施設を取得し、2016年5月2日に尼崎だいもつ病院を開院、2017年春に同病院新館として、介護老人保健施設およびサービス付き高齢者向け住宅を開設する予定となっている。

## 年表
- 1922年 - 市立尼崎診療所が市役所の一角に開院[3]。
- 1936年10月 - 兵庫県に移管、県立西宮懐仁病院尼崎分院が北城内の庄下川東岸に開院。
- 1938年4月 - 県立尼崎懐仁病院と改称。
- 1947年5月 - 県立尼崎病院と改称。
- 1953年10月 - 県立尼崎病院塚口分院を開院。
- 1958年1月 - 総合病院になる。
- 1974年10月 - 塚口分院が県立塚口病院として独立。
- 1986年10月 - 東大物町一丁目（閉院地）に新築移転。
- 2009年12月 - 地域医療支援病院に指定。
- 2010年9月 - 兵庫県がん診療連携拠点病院に指定。
- 2015年6月30日 - 兵庫県立尼崎総合医療センターへの統合に伴い閉院。

## 診療科
- 循環器内科
- 心臓血管外科
- 小児循環器内科
- 消化器内科
- 消化器外科
- 呼吸器内科
- 呼吸器外科
- 神経内科
- 脳神経外科
- 腎臓内科
- 糖尿病・内分泌内科
- 血液内科
- リウマチ・膠原病内科
- 皮膚科
- 東洋医学科
- 外科
- 整形外科
- リハビリテーション科
- 泌尿器科
- 形成外科
- 眼科
- 耳鼻咽喉科
- 放射線科
- 麻酔科
- 神経科

## 交通アクセス

### 鉄道
- 阪神大物駅下車　徒歩約1分
- JR尼崎駅下車　徒歩約20分

### バス
- 阪神バス（尼崎市内線）「東大物町1丁目」バス停下車　徒歩すぐ
- 阪神バス「稲川橋」バス停下車　徒歩約5分